# Lauter, Oberfranken
Lauter är en kommun och ort i Landkreis Bamberg i Regierungsbezirk Oberfranken i förbundslandet Bayern i Tyskland.
Kommunen ingår i kommunalförbundet Baunach tillsammans med staden Baunach och kommunerna Gerach och Reckendorf.